# Everyday Is Christmas
Everyday Is Christmas（中文譯名：「日日聖誕節」），是由香港歌手張學友演唱的一首英語歌曲，收錄在其爵士樂專輯《Private Corner》中，該首歌曲由美國作曲家Roxanne Seeman及德國作曲家Philipp Steinke创作，由環球唱片在2010年1月29日首次發行。《Everyday Is Christmas》曾由美國團體Earth, Wind & Fire所翻唱，其翻唱版本則收錄於2014年10月21日由索尼音樂發行的《Holiday》中。

## 歌曲资料

### 创作
Roxanne Seeman和Philipp Steinke 在圣莫妮卡共同创作了《Everyday Is Christmas》的词曲。这首歌的Demo由Philipp Steinke演唱，并由来自南加州大学的低音提琴手、鼓手和铜管乐手进行伴奏。这是Roxanne Seeman应制作人Andrew Tuason要求为张学友的粤语爵士专辑《Private Corner》创作的五首歌之首。张学友说，他曾经试图将《Everyday Is Christmas》的歌词改成粤语，但他更喜欢英文歌词的含义，所以他最终决定以英文录制。这是在他的专辑《Private Corner》中唯一用英文演唱的歌曲。

### 录制
《Everyday Is Christmas》由Andrew Tuason制作完成。乐曲部分在马来西亚录制，张学友的人声部分则在香港完成录制。这首歌由混音工程师Gerry Brown在洛杉矶完成歌曲的混音工作。

### 现场表演
4月30日，张学友在他于香港赛马俱乐部举行的“Private Corner迷你音乐会”上演唱了《Everyday Is Christmas》。这场现场表演被录制并收录于于2010年6月23日发行的《Private Corner迷你音乐会》DVD中。

### 成绩
《Everyday is Christmas》在诺基亚音乐下载中心(Ovi.com)的2010年全球圣诞歌曲下载排行榜中的获得第十名，张学友是这个前十名榜单中唯一的亚洲歌手。

## 其他翻唱版本

### 地风火乐团版本
地风火乐团（Earth, Wind & Fire） 在2014年推出的新专辑《Holiday》中翻唱了《Everyday Is Christmas》 , 该版本由Philip Bailey和Myron McKinley担任制作人。 由录音工程师Jerry Hey 负责铜管组的录制，并由混音工程师Dave Pensado负责混音工作。

### Nils Landgren版本
在2016年10月28日发行的《Christmas With My Friends V》专辑中，Nils Landgren翻唱了《Everyday Is Christmas》。专辑发布后的一个月内，《Christmas With My Friends V》共卖出125,000张专辑。
该版本《Everyday is Christmas》由Nils Landgren、Sharon Dyall、JessicaPilnäs、JeanetteKöhn和Ida Sand一众歌手进行演唱。此外，在伴奏的部分中，Nils Landgren担任长号手，Jonas Knutsson担任萨克斯手，Eva Kruse担任贝司手，Ida Sand演奏钢琴和学校风琴，kantele的Johan Norberg负责吉他的演奏。这首歌曲的录制于Atlantis工作室和Krubaston工作室，由录音工程师Lasse Nilsson、Janne Hansson和Johan Norberg进行录制。